# Paeonia × suffruticosa
Paeonia × suffruticosa (mẫu đơn, mẫu đơn bụi, mẫu đơn Suffruticosa, bạch thược cao) là một loài thực vật có hoa trong họ Paeoniaceae. Loài này được Andrews miêu tả khoa học đầu tiên năm 1804.